# Italian graffiti
Italian graffiti è il 12° album in studio di Fred Bongusto, pubblicato nel 1974.

## Tracce
1. La più bella del mondo
2. Guarda che luna
3. Non avevo che te
4. Arrotino
5. Arrivederci Roma
6. Non dimenticar
7. Statte vicino a me
8. Perché non sognar
9. Polvere di stelle
10. Polvere